# Sonsoles Benedicto
Sonsoles Benedicto (n. Cuenca, 21 de abril de 1942) es una actriz española de cine, teatro y televisión.

## Biografía
Estudió en la Real Escuela Superior de Arte Dramático de Madrid con Manuel Dicenta y Mercedes Prendes y en el Real Conservatorio Superior de Música de Madrid.
Es fundadora del CNINAT (Centro Nacional de Iniciación del Niño y el Adolescente al Teatro) junto con José María Morera. Su carrera se ha basado fundamentalmente en la interpretación de los clásicos del teatro. Forma parte de la Compañía Pequeño Teatro que dirige Antonio Guirau.
Interviene también en series de televisión como Estudio 1, Curro Jiménez, Los ladrones van a la oficina, ¡Ay, Señor, Señor! o Mujeres, y en películas como La leyenda del alcalde de Zalamea, Un hombre llamado Flor de Otoño, El maestro de esgrima o La vida empieza hoy.

## Premios
Premios de la Unión de Actores
| Año  | Categoría                         | Película            | Resultado |
| ---- | --------------------------------- | ------------------- | --------- |
| 2010 | Mejor actriz protagonista de cine | La vida empieza hoy | Ganadora  |

Festival de Cine de España de Toulouse
| Año  | Categoría                       | Película            | Resultado |
| ---- | ------------------------------- | ------------------- | --------- |
| 2010 | Violette d'Or a la mejor actriz | La vida empieza hoy | Ganadora  |

## Filmografía

### Cine
| Año  | Título                            | Personaje    | Dirección          |
| ---- | --------------------------------- | ------------ | ------------------ |
| 2023 | La voz del sol                    | Sra. Castro  | Carol Polakoff     |
| 2022 | Venus                             | Tía Galga    | Jaume Balagueró    |
| 2021 | Cuidado con lo que deseas         | Angustias    | Fernando Colomo    |
| 2010 | La vida empieza hoy               | Herminia     | Laura Mañá         |
| 2007 | El prado de las estrellas         | Señora mayor | Mario Camus        |
| 2002 | No somos nadie                    |              | Jordi Mollà        |
| 1993 | Supernova                         | Emilia       | Juan Miñón         |
| 1992 | El maestro de esgrima             | Rosa         | Pedro Olea         |
| 1991 | Lo más natural                    | Lali         | Josefina Molina    |
| 1989 | La blanca paloma                  | Adela        | Juan Miñón         |
| 1986 | Bodas de sangre                   | La criada    | Francisco Montolío |
| 1982 | Pestañas postizas                 | Clara        | Enrique Belloch    |
| 1980 | La siesta                         | Rosa         | Jorge Grau         |
| 1978 | Un hombre llamado Flor de Otoño   |              | Pedro Olea         |
| 1978 | Los días del pasado               | Amalia       | Mario Camus        |
| 1974 | Odio mi cuerpo                    | Lucy         | León Klimovsky     |
| 1973 | La leyenda del alcalde de Zalamea | Inés         | Mario Camus        |
| 1968 | Escuela de enfermeras             |              | Amando de Ossorio  |

Cortometrajes

| Año  | Título                         | Personaje     | Dirección           |
| ---- | ------------------------------ | ------------- | ------------------- |
| 2015 | El Complot Maya Deren          | Adela         | Antonio Morales     |
| 2008 | Milena, La Reina de los Cielos | María         | Guillermo Madjarian |
| 2006 | Fin                            | Ama de llaves | Esteban Crespo      |
| 2006 | Cervecita milagrosa            |               |                     |
| 1995 | Canela que tú me dieras        |               | Gustavo Ferrada     |

### Televisión
- Hospital Central (2003, Episodio: Hasta que la muerte nos separe - 2007, Episodio: Veremos)
- Mujeres (2006, Interviene en 6 episodios)
- El comisario (2003, Episodio: Diógenes y la estatua)
- Policías, en el corazón de la calle (2002, Episodio: Mientras trago saliva)
- Antivicio (2000, Episodio: El hombre de arena)
- Farmacia de guardia (1995, Episodio: Madre no hay más que una)
- Tren de cercanías (1995, Episodio: ¿Sólo con mujeres?)
- ¡Ay, Señor, Señor! (1995, Episodio: ¡Aire puro!)
- Los ladrones van a la oficina (1994, Episodio: Hasta que la suerte nos separe)
- La comedia musical española (1985, Episodio: Las de Villadiego)
- La huella del crimen (1985, Episodio: El caso de las envenenadas de Valencia)
- Curro Jiménez (1977, Episodio: La gran batalla de Andalucía)
- El quinto jinete (1975, Episodio: El ladrón de cadáveres)
- Los pintores del Prado (1974, Episodio: Goya: La impaciencia)
- Novela (1974, Episodio: Entre visillos)
- Los camioneros (1973, Episodio: Quince toneladas de madera y una mujer)
- Estudio 1 (1973, Episodio: La vida en un hilo)

### Teatro
Lista incompleta
- Los Gondra (2016)
- Maribel y la extraña familia (2013)
- Agosto (Condado de Osage) (2011-2012)
- Falstaff (2011)
- Platonov (2009)
- Tio Vania (2008)
- Divinas palabras (2006)
- Copenhague (2003), de Michael Frayn[1]
- Madrugada (2001)
- El yermo de las almas (1996)
- Terror y miseria del Tercer Reich (1995)
- La tercera palabra (1992)
- Luces de Bohemia (1987)
- Casandra (1983)
- El gran teatro del mundo (1981)
- Las Bacantes (1978)
- Los secuestrados de Altona (1972)
- La vida en un hilo (1972)
- El caballero de las espuelas de oro (1966)
- La Celestina (1965)
- El retablo de las maravillas (1964)
- El Cardenal de España (1962)